# 王元超
王元超（？—1891年），字小尹，安徽省廬州府舒城縣人，清朝政治人物。

## 生平
同治丁卯（1867年）举人，光緒二年（1876年），參加丙子恩科會試，得貢士第333名。殿試登進士2甲第54名。同年五月（6月3日），著分六部學習，授兵部主事，好论兵事，上《海防十策》，命南北洋大臣议行。时李鸿章任直隶总督，奏调至天津办理防务，不久奉命檄查中俄边界，冬月出塞四千余里，马行七八十日。光绪十七年（1891年），朝阳乱，委办前敌，忽中风而卒。。